# Semiramisia speciosa
Semiramisia speciosa är en ljungväxtart som först beskrevs av George Bentham, och fick sitt nu gällande namn av Johann Friedrich Klotzsch. Semiramisia speciosa ingår i släktet Semiramisia och familjen ljungväxter. Inga underarter finns listade i Catalogue of Life.